# Лассила, Лидия
Ли́дия Ла́ссила (англ. Lydia Lassila, в девичестве Иеродьякону (англ. Ierodiaconou), 17 января 1982, Мельбурн) — австралийская фристайлистка, олимпийская чемпионка Ванкувера-2010, обладательница Кубка мира 2008/2009 в акробатике. Одна из 5 австралийцев, выигрывавших золото зимних Олимпийских игр.

## Спортивная карьера
В детстве и юности Лидия занималась спортивной гимнастикой, боролась за попадание в состав сборной Австралии на Летнюю Олимпиаду-2000.
После того как в 1999 году она не прошла национальный отбор в гимнастике, перешла во фристайл. В 2002 году впервые приняла участие в Зимних Олимпийских играх. В сезонах 2002/2003, 2003/2004, 2004/2005 занимала второе место в зачете Кубка мира по фристайлу в дисциплине акробатика.
В 2004 году Лидия получила тяжелую травму колена. Она смогла восстановиться к Олимпиаде-2006, но на квалификационном этапе соревнований в Турине усугубила свою травму, и была вынуждена пропустить еще 16 месяцев.
Лидия Лассила вернулась в спорт после травмы в декабре 2007 года. В сезоне 2007/2008 она заняла второе место в зачете кубка мира по акробатике, в сезоне 2008/2009 заняла первое место. Всего на этапах Кубка мира одержала 11 побед, 29 раз поднималась на подиум.
На Олимпиаде-2010 в Ванкувере Лидия стала Олимпийской чемпионкой. Её медаль стала одной из двух золотых медалей для Австралии на этой Олимпиаде, а также второй в истории австралийской золотой медалью в акробатике.

## Личная жизнь
Лидия родилась в семье эмигрантов из Европы, её мать итальянка, а отец грек-киприот. Лидия окончила Королевский технологический институт Мельбурна (RMIT), имеет звание бакалавра.
С лета 2007 года Лидия замужем за фристайлистом Лаури Лассила. У супругов есть два сына — Кай Лассила (род.08.05.2011) и Алек Лассила (род. в феврале 2015).